# Ceylon (Minnesota)
Ceylon is een plaats (city) in de Amerikaanse staat Minnesota, en valt bestuurlijk gezien onder Martin County. De plaats is bekend als geboorteplaats van voormalig vicepresident en presidentskandidaat Walter Mondale en ook als plaats met de jongste burgemeester van de Verenigde Staten: John Gibeau werd in 1998 op 21-jarige leeftijd burgemeester en werd in 2006 herkozen.

## Demografie
Bij de volkstelling in 2000 werd het aantal inwoners vastgesteld op 413.
In 2006 is het aantal inwoners door het United States Census Bureau geschat op 379, een daling van 34 (-8,2%).

## Geografie
Volgens het United States Census Bureau beslaat de plaats een oppervlakte van
1,7 km², geheel bestaande uit land.

## Plaatsen in de nabije omgeving
De onderstaande figuur toont nabijgelegen plaatsen in een straal van 20 km rond Ceylon.

## Geboren in Ceylon (Minnesota)
- Walter Mondale (1928-2021), vicepresident van de Verenigde Staten, senator en ambassadeur